# ホンダ・145
ホンダ・145（ほんだ・いちよんご）は、本田技研工業が、1972年（昭和47年）から1974年（昭和49年）まで生産、販売していた4ドアセダンおよび2ドアクーペの小型乗用車である。名称は変更されているが、実質的には1300のマイナーチェンジモデルである。

## 概要
ボディスタイルは1300の後期型をほぼ踏襲しており、4ドアセダンは77の丸型二灯式ヘッドライトのオーソドックスなフロントグリルを受け継いだ平凡な、当時のホンダ車としては異例なほど地味なスタイルであった。クーペは旧1300「ダイナミックシリーズ」の1960年代ポンティアック風2分割グリルを受け継ぎ、さらに初期の1300「77セダン」同様の角型ヘッドライトを採用し、ややアグレッシブな顔付きとなった。
外装の変更点はごくわずかなものであったが、メカニズムの変更は多岐に渡っており、水冷化に伴うエンジンルーム内のパネル類の大幅な形状変更、振動低減を狙ったフレームの追加、純正ホイールのオフセット変更、リアサスペンション（クロスビーム）のジオメトリ変更、フロントスタビライザーの装備などが挙げられる。
搭載エンジンは、1972年7月に登場したシビック用エンジンの排気量を拡大したEB5型水冷直4SOHC 1,433ccで、シングルキャブレター仕様の最高出力は80PS/5,500rpmであった。2ドアクーペにのみ最上級グレード「FI」（Fuel Injectionの略）が用意され、1960年代のF1レースの経験から開発された機械式燃料噴射装置付きエンジンが採用され、最高出力90PS/6,000rpmを発生していた。この新しいエンジンでは無鉛ガソリンが使用可能となり、水冷化が後の公害対策も視野に入れてのものであったことがうかがえる。
前身の1300は、特徴であった複雑な構造の空冷エンジン（DDAC）により前輪荷重が大きくなっていたが、新エンジンを得たことにより前軸重量が軽くなり、145の操縦性は軽快なものになるとともに、空冷の弱点であったヒーター能力も向上し、油臭さもなくなった。また、先代の1300と同様にスタンダードを含む全車種に前輪ディスクブレーキを採用していたことは時流に先んじていた。ホイールハブボルトのP.C.D.は1300同様の4穴・120mm という特殊な規格で、これは初代シビック、初代アコード、TNアクティ/アクティストリートまで継承された。
バリエーションはセダンが「スタンダード」(発売当時の東京地区標準現金価格51.1万円）、「デラックス」（59.1万円）、「カスタム」（65.8万円）の3種、クーペが「SL」(62.3万円）、「GT」(67.3万円）、「GL」(71.1万円）、「FI」（81.1万円）の4種で、当初はフロアシフトの4速MTのみの設定であった。月間販売目標は1,000台と控え目に設定されていた。
前身モデルの1300で見られた欠点をほぼ克服して完成度の高い車となった145であったが、エクステリアは1300のそれをそのまま流用したことから人気は出ず、販売は低調であった。セダンよりはクーペの「GT」や「GL」が売れていたが、「FI」は高価だったこともあり当時から路上ではまれな存在であった。
1974年、生産ラインをシビックの増産に充てることから生産終了。総生産台数は9736台。145の発売終了に伴い、ホンダ車のラインナップからノッチバックセダンとノッチバッククーペがそれぞれ一旦姿を消している。

### 初代 SD/CD型 (1972年-1974年)
- 1972年（昭和47年）
  - 10月 - 東京モーターショーに参考出品された。セダン2台、クーペ2台、それにエンジン単体1基が展示された。
  - 11月15日 - 発売が開始された。
- 1973年（昭和48年）
  - 5月 - ホンダマチック[6]搭載車が追加された。
  - 11月 - 保安基準適用のため一部改良が行なわれた。セダンは廃止されクーペのみとなる。
- 1974年（昭和49年）
  - 10月 - 生産終了。同年12月をもって販売終了となった。

## 車名の由来
約1,450ccのエンジン排気量から。